# Nekrolog 1440
Nekrolog
◄◄
| ◄
| 1436
| 1437
| 1438
| 1439
| 1440 | 1441 | 1442 | 1443 | 1444 | ► | ►►
Weitere Ereignisse | Allgemeiner Nekrolog 1440
Die Beschreibung der verstorbenen Person sollte so kurz wie möglich gehalten sein und nur deren signifikante Tätigkeit(en) enthalten.
Neue Namen ggf. auch unter dem Geburts- und Sterbedatum, also etwa unter 1. Januar und im Geburts- und Sterbejahr (2024) eintragen (nur bei entsprechender großer Wichtigkeit). Für Beispiele siehe die schon vorhandenen Artikel.
Außerdem über die fünf zuletzt Verstorbenen, zu denen es einen ausreichend guten Artikel für eine Präsentation auf der Hauptseite gibt, nach der todesbedingten Überarbeitung der Artikel ggf. auch unter Wikipedia Diskussion:Hauptseite informieren und sie am besten auch in den anderen Wikipedia-Sprachversionen eintragen. Tipp: Regelmäßig bei news.google.de nach „ist tot“, „gestorben“ oder „verstorben“ suchen.
Wenn eine Person gestorben ist, gibt es viele Seiten zu dieser Person in der Wikipedia, die davon auch betroffen sind und entsprechend aktualisiert werden müssen. Beispiele: Namenübersichtsseite, Geburtsjahr, Geburtsort-Seiten und viele mehr.
Wie finde ich die betroffenen Seiten?
Im Suchfeld auf der linken Seite gibt man den Suchbegriff so ein: „Vorname Nachname“. Dann klickt man auf Volltext und alle Seiten mit entsprechendem Suchtext werden aufgerufen. Hier sieht man dann schnell, wo auch das Todesjahr Sinn macht oder sogar ein Teil des Artikels angepasst werden muss. Auch hilft das „Werkzeug“ auf der linken Seite sehr gut, um solche Seiten aufzufinden: „Links auf diese Seite“. Somit ist die Wikipedia wieder aktuell in allen Bereichen! Hinweis: bei Eintragung der Kategorie „Gestorben JAHR“ wird der Missbrauchsfilter 49 ausgelöst, was jedoch nicht schlimm ist. Siehe: Spezial:Missbrauchsfilter/49
Dies ist eine Liste von im Jahr 1440 verstorbenen bekannten Persönlichkeiten. Die Einträge erfolgen innerhalb der einzelnen Daten alphabetisch sortiert. Tiere sind im Nekrolog für Tiere zu finden.

## Januar
| Tag        | Name                 | Beruf, bekannt als        | Alter | Beleg |
| ---------- | -------------------- | ------------------------- | ----- | ----- |
| 9. Januar  | Johann II. von Brunn | Fürstbischof von Würzburg |       |       |
| 10. Januar | Eustache Marcadé     | französischer Autor       |       |       |
| 24. Januar | Johannes Naso        | Bischof von Chur          |       |       |

## Februar
| Tag         | Name                      | Beruf, bekannt als  | Alter | Beleg |
| ----------- | ------------------------- | ------------------- | ----- | ----- |
| 14. Februar | Dietrich von Oldenburg    | Graf von Oldenburg  |       |       |
| 26. Februar | Friedrich III. von Aufseß | Bischof von Bamberg |       |       |

## März
| Tag      | Name                  | Beruf, bekannt als                                                                                 | Alter | Beleg |
| -------- | --------------------- | -------------------------------------------------------------------------------------------------- | ----- | ----- |
| 1. März  | Hermann Sack          | deutscher Mönch und Chronist                                                                       |       |       |
| 7. März  | Otto IV. von Maissau  | Angehöriger eines österreichischen Ministerialengeschlechtes, Erbmarschall, Erbschenke und Schenke |       |       |
| 7. März  | Konrad von Sarstedt   | deutscher Ratsschreiber, Pfarrer, Propst und Stifter                                               |       |       |
| 9. März  | Franziska von Rom     | christliche Ordensgründerin und Mystikerin                                                         |       |       |
| 20. März | Sigismund Kęstutaitis | Großfürst von Litauen                                                                              |       |       |

## April
| Tag      | Name                 | Beruf, bekannt als                                                            | Alter | Beleg |
| -------- | -------------------- | ----------------------------------------------------------------------------- | ----- | ----- |
| 2. April | Giovanni Vitelleschi | italienischer Condottiere, der von Papst Eugen IV. zum Kardinal gemacht wurde |       |       |

## Mai
| Tag    | Name          | Beruf, bekannt als                             | Alter | Beleg |
| ------ | ------------- | ---------------------------------------------- | ----- | ----- |
| 7. Mai | Friedrich IV. | Landgraf von Thüringen und Markgraf von Meißen |       |       |

## August
| Tag       | Name           | Beruf, bekannt als                                      | Alter | Beleg |
| --------- | -------------- | ------------------------------------------------------- | ----- | ----- |
| 7. August | Johannes Geuss | deutscher Philosoph, Geistlicher und Theologieprofessor |       |       |

## September
| Tag           | Name                                   | Beruf, bekannt als                                                                                                   | Alter | Beleg |
| ------------- | -------------------------------------- | --- | ----- | ----- |
| 20. September | Friedrich I.                           | Kurfürst von Brandenburg, Burggraf von Nürnberg, Markgraf von Brandenburg-Ansbach, Markgraf von Brandenburg-Kulmbach | 68    |       |
| 23. September | Lorenzo di Giovanni de’ Medici         | jüngster Sohn des Giovanni di Bicci de Medici, Bruder von Cosimo de’ Medici                                          |       |       |
| 30. September | Reginald Grey, 3. Baron Grey de Ruthin | englischer Adliger                                                                                                   |       |       |

## Oktober
| Tag         | Name           | Beruf, bekannt als                                               | Alter | Beleg |
| ----------- | -------------- | ---------------------------------------------------------------- | ----- | ----- |
| 26. Oktober | Gilles de Rais | französischer Heerführer, Marschall von Frankreich, Serienmörder |       |       |

## November
| Tag          | Name                                   | Beruf, bekannt als                                         | Alter | Beleg |
| ------------ | -------------------------------------- | ---------------------------------------------------------- | ----- | ----- |
| 13. November | Joan Beaufort, Countess of Westmorland | Countess of Westmoreland                                   |       |       |
| 13. November | Adelheid von Hanau                     | Nonne im Kloster Klarenthal                                |       |       |
| 24. November | William Douglas, 6. Earl of Douglas    | schottischer Adliger, Earl of Douglas, Herzog von Touraine |       |       |

## Dezember
| Tag         | Name              | Beruf, bekannt als     | Alter | Beleg |
| ----------- | ----------------- | ---------------------- | ----- | ----- |
| 5. Dezember | Johannes von Mewe | Bischof von Pomesanien |       |       |

## Datum unbekannt
| Tag | Name                            | Beruf, bekannt als                                                                               | Alter | Beleg |
| --- | ------------------------------- | ------------------------------------------------------------------------------------------------ | ----- | ----- |
|     | Itzcóatl                        | Herrscher von Tenochtitlán (1427–1440)                                                           |       |       |
|     | Johann I. von Merlau            | Fürstabt von Fulda                                                                               |       |       |
|     | Ludwig XI. von Oettingen        | Graf von Oettingen                                                                               |       |       |
|     | Heinrich Notthafft von Wernberg | Bürgermeister in Regensburg, Vicedom in Niederbayern, Tresorier in Hennegau, Holland und Zeeland |       |       |
|     | Hinrich Rapesulver              | Kaufmann und Bürgermeister der Hansestadt Lübeck                                                 |       |       |
|     | Degenhard von Schüngel          | westfälischer Adliger                                                                            |       |       |